# Дмитриевское (Пошехонский район)
Дмитриевское — село в Пошехонском районе Ярославской области России. 
В рамках организации местного самоуправления входит в Пригородное сельское поселение, в рамках административно-территориального устройства относится к Октябрьскому сельскому округу.

## География
Расположено в 10 км на юго-восток от райцентра города Пошехонье на автодороге Пошехонье — Данилов.

## История
Каменная церковь Св. Жен Мироносиц построена в 1783 году на средства прихожан. Престолов в ней было три: в холодной — во имя Святых Жен Мироносиц; в приделах теплой церкви престол по правую сторону во имя Св. Великомученика Димитрия Мироточивого, по левую — во имя Святой Великомученицы Параскевы. 
В конце XIX — начале XX века село входило в состав Ериловской волости Пошехонского уезда Ярославской губернии.
С 1929 года село входило в состав Ревякинского сельсовета Пошехонского района, с 1954 года — в составе Октябрьского сельсовета, с 2005 года — в составе Пригородного сельского поселения.

## Население
| 1859 | 2002 | 2007 | 2010 |
| ---- | ---- | ---- | ---- |
| 144  | ↘76  | ↘68  | ↘55  |

## Достопримечательности
В селе расположена действующая Церковь Жён-мироносиц (1783).

## Инфраструктура
Фельдшерско-акушерский пункт (филиал Пошехонской центральной районной больницы), отделение почтовой связи №152870.

## Общественный транспорт
Дмитриевское обслуживается пригородными автобусными маршрутами №№ 108 Пошехонье — Гужово, 121 Пошехонье — Тайбузино, междугородними маршрутами №№ 530 Ярославль — Пошехонье (через ЯОКБ), 530К Ярославль — Пошехонье, 537 Ярославль — Пошехонье.